# كالفين فيردونك
كالفين فيردونك (بالهولندية: Calvin Verdonk)‏ (26 أبريل 1997 بدوردريخت في هولندا - ) هو لاعب كرة قدم هولندي في مركز الدفاع. لعب مع فاينورد.

## وصلات خارجية
- كالفين فيردونك على موقع الاتحاد الأوربي (الإنجليزية)
- كالفين فيردونك على موقع قاعدة بيانات كرة القدم.إي يو (الإنجليزية)
- كالفين فيردونك على موقع ناشيونال فوتبول تيمز (الإنجليزية)
- كالفين فيردونك على موقع Soccerway.com (الإنجليزية)
- كالفين فيردونك على موقع AS.com (الإسبانية)